# Monarchs de Dresde
Stade
Monarchs de Dresde (Dresden Monarchs) est un club allemand de football américain basé à Dresde. Ce club qui évolue au Heinz-Steyer-Stadion fut fondé en 1992.
Les Monarchs jouent en GFL depuis 2003.

## Palmarès
- Champion d'Allemagne : 2021
- Vice-champion d'Allemagne : 2013, 2024